# Championnat d'Irlande d'échecs
Le championnat d'Irlande d'échecs est une compétition organisée par la Fédération des échecs d'Irlande. Le championnat national d'Irlande est actuellement géré par l'Irish Chess Union (ICU), l'organe directeur officiel reconnu par la FIDE pour le jeu.

## Différents organes directeurs dans le temps
Le premier champion fut JA Porterfield Rynd, qui remporta le tournoi n°3 du Dublin Chess Congress en 1865, réservé aux "amateurs, résidant de bonne foi en Irlande pendant les 12 mois précédant le 1er septembre 1865".
L'Irish Chess Association a été fondée en 1885. Ses congrès de 1886 et 1889 comprenaient des dispositions pour organiser le championnat irlandais, dont les vainqueurs étaient dans l'ordre Richard Whieldon Barnett (anobli plus tard : Sir Richard Barnett) et George D. Soffe.
La Hibernian Chess Association a été créée pendant la saison 1891-92. Elle a organisé un championnat  en 1892, qui a été remporté par JA Porterfield Rynd.
Depuis sa fondation en 1912, c'est l'Irish Chess Union qui a organisé les championnats irlandais d'échecs. Les championnats se tenaient de manière sporadique au début, mais ils ont eu lieu chaque année à partir de 1924 (sauf pour une suspension en 1941-45).
Le championnat d'Irlande d'échecs s'est déroulé dans divers formats, y compris un tournoi toutes rondes, un système de match et une compétition de type système suisse. Depuis 2013, le championnat est organisé sous la forme d'un tournoi suisse de 9 parties, ouvert aux joueurs enregistrés en tant qu'Irlandais auprès de la FIDE, et qui répondent aux exigences de classement Elo.

## Vainqueurs du championnat mixte
Voici la liste des différents vainqueurs. 

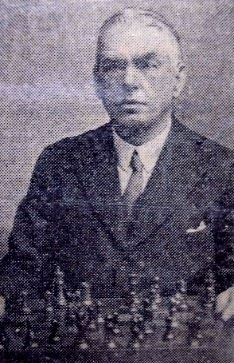
John O'Hanlon (1876-1960) remporta le championnat neuf fois entre 1913 et 1940.

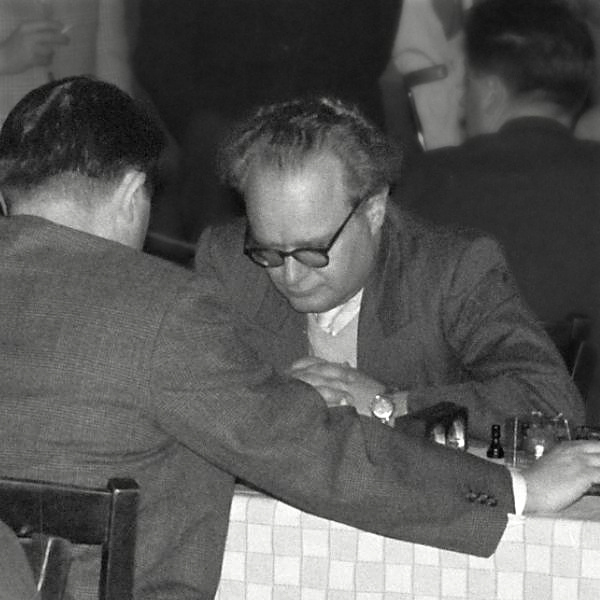
Wolfgang Heidenfeld (1911-1981), six fois vainqueur du championnat

| Année | Vainqueur                             | Remarques                                                    |
| ----- | ------------------------------------- | ------------------------------------------------------------ |
| 1865  | James Alexander Porterfield Rynd      | Premier vainqueur                                            |
| 1886  | Richard Whieldon Barnett              |                                                              |
| 1889  | George D. Soffe                       |                                                              |
| 1892  | James Alexander Porterfield Rynd      | Première personne à remporter deux championnats              |
| 1913  | John O'Hanlon                         | Première personne à remporter deux championnats d’affilée    |
| 1915  | John O'Hanlon                         | Première personne à remporter deux championnats d’affilée    |
| 1922  | Thomas George Cranston                |                                                              |
| 1924  | Philip Baker                          |                                                              |
| 1925  | John O'Hanlon                         | Première personne à remporter trois championnats             |
| 1926  | John O'Hanlon                         | Première personne à remporter quatre championnats            |
| 1927  | Philip Baker                          | Première personne à remporter trois championnats consécutifs |
| 1928  | Philip Baker                          | Première personne à remporter trois championnats consécutifs |
| 1929  | Philip Baker                          | Première personne à remporter trois championnats consécutifs |
| 1930  | John O’Hanlon                         | Première personne à remporter cinq championnats              |
| 1931  | Thomas George Cranston                |                                                              |
| 1932  | John O’Hanlon                         | Première personne à remporter six championnats               |
| 1933  | James C. Creevey                      |                                                              |
| 1934  | James C. Creevey                      |                                                              |
| 1935  | John O’Hanlon                         | Première personne à remporter sept championnats              |
| 1936  | John O’Hanlon                         | Première personne à remporter huit championnats              |
| 1937  | Thomas Cox                            |                                                              |
| 1938  | Thomas Cox                            |                                                              |
| 1939  | Bartholomew O'Sullivan                |                                                              |
| 1940  | John O’Hanlon                         | Première personne à remporter neuf championnats              |
| 1946  | Bartholomew O'Sullivan                |                                                              |
| 1947  | Patrick A. Duignan                    |                                                              |
| 1948  | Dónal J. O'Sullivan                   |                                                              |
| 1949  | Patrick Brendan Kennedy               |                                                              |
| 1950  | T. Vincent Maher                      |                                                              |
| 1951  | Patrick Martin Austin Bourke          |                                                              |
| 1952  | Michael Joseph Schuster               |                                                              |
| 1953  | Edmund Noel Mulcahy                   |                                                              |
| 1954  | Terry Kelly                           |                                                              |
| 1955  | T. Vincent Maher                      |                                                              |
| 1956  | Dónal J. O'Sullivan                   |                                                              |
| 1957  | Dónal J. O'Sullivan                   |                                                              |
| 1958  | Wolfgang Heidenfeld                   |                                                              |
| 1959  | Brian Reilly                          |                                                              |
| 1960  | Brian Reilly                          |                                                              |
| 1961  | John Reid                             |                                                              |
| 1962  | John Reid / Michael F. Littleton      | Titre partagé Premier titre partagé                          |
| 1963  | Wolfgang Heidenfeld                   |                                                              |
| 1964  | Wolfgang Heidenfeld                   |                                                              |
| 1965  | Michael F. Littleton                  |                                                              |
| 1966  | John L. Moles                         |                                                              |
| 1967  | Wolfgang Heidenfeld                   |                                                              |
| 1968  | Wolfgang Heidenfeld                   |                                                              |
| 1969  | Nicholas James Patterson              |                                                              |
| 1970  | Paul Henry                            |                                                              |
| 1971  | John L. Moles                         |                                                              |
| 1972  | Wolfgang Heidenfeld                   |                                                              |
| 1973  | Hugh MacGrillen                       |                                                              |
| 1974  | Anthony Doyle                         |                                                              |
| 1975  | Eamon Keogh / Alan Templeton Ludgate  | Titre partagé                                                |
| 1976  | Bernard Kernan                        |                                                              |
| 1977  | Ray Devenney / Alan Templeton Ludgate | Titre partagé                                                |
| 1978  | Alan Templeton Ludgate                |                                                              |
| 1979  | David Dunne / Eamon Keogh             | Titre partagé                                                |
| 1980  | Paul Delaney                          |                                                              |
| 1981  | David Dunne / Philip Short            | Titre partagé                                                |
| 1982  | John Delaney                          |                                                              |
| 1983  | David Dunne                           |                                                              |
| 1984  | Eugene Curtin                         |                                                              |
| 1985  | Eugene Curtin / Mark Orr              | Titre partagé                                                |
| 1986  | John Delaney / Philip Short           | Titre partagé                                                |
| 1987  | John Delaney                          |                                                              |
| 1988  | Philip Short                          |                                                              |
| 1989  | Niall Carton                          |                                                              |
| 1990  | John Delaney                          |                                                              |
| 1991  | Stephen Brady                         |                                                              |
| 1992  | Stephen Brady                         |                                                              |
| 1993  | Niall Carton                          |                                                              |
| 1994  | Mark Orr                              |                                                              |
| 1995  | Brian Kelly                           |                                                              |
| 1996  | Richard O'Donovan                     |                                                              |
| 1997  | Joseph Diarmuid Ryan                  |                                                              |
| 1998  | Colm Daly                             |                                                              |
| 1999  | Colm Daly                             |                                                              |
| 2000  | Mark Heidenfeld                       |                                                              |
| 2001  | Stephen Brady                         |                                                              |
| 2002  | Sam Collins                           |                                                              |
| 2003  | Stephen Brady                         |                                                              |
| 2004  | Joseph Diarmuid Ryan                  |                                                              |
| 2005  | Colm Daly                             |                                                              |
| 2006  | Stephen Brady                         |                                                              |
| 2007  | Brian Kelly / Stephen Brady           | Titre partagé                                                |
| 2008  | Alexander Baburin                     |                                                              |
| 2009  | Colm Daly                             |                                                              |
| 2010  | Alex Lopez                            |                                                              |
| 2011  | Stephen Brady                         |                                                              |
| 2012  | Stephen Brady / Colm Daly             |                                                              |
| 2013  | Colm Daly                             |                                                              |
| 2014  | Sam Collins                           |                                                              |
| 2015  | Stephen Brady / Philip Short          | Titre partagé                                                |
| 2016  | Stephen Jessel                        |                                                              |
| 2017  | Philip Short / Alex Lopez             | Titre partagé                                                |
| 2018  | Alex Lopez                            |                                                              |
| 2019  | Conor E. Murphy                       |                                                              |
| 2020  | Tom O'Gorman                          |                                                              |
| 2021  |                                       |                                                              |
| 2022  | Tarun Kanyamarala                     |                                                              |
| 2023  | Alexander Baburin                     |                                                              |
| 2024  | David Fitzsimons                      |                                                              |

## Lauréates du championnat féminin
Le championnat féminin est organisé depuis 1953. Les différentes championnes sont:
- 1953 : Hilda F. Chater
- 1954 : Hilda F. Chater
- 1955 : Hilda F. Chater / Kay Doolan
- 1957 : Hilda F. Chater
- 1968 : Dorren O'Siochru
- 1969 : Catherine Byrne
- 1970 : Elizabeth O'Shaughnessy
- 1971 : Aileen Noonan / Cécile Meulien
- 1972 : Dorren O'Siochru
- 1973 : Dorren O'Siochru
- 1976 : Dorren O'Siochru
- 1977 : Ann Teresa Delaney
- 1980 : Suzanne Connolly / Ann Teresa Delaney
- 1982 : Edel Quinn
- 2010 : Avril Cronin
- 2012 : Karina Kruk
- 2013 : Diana Mirza
- 2014 : Gearoidín Uí Laighleis
- 2015 : Monika Gedvilaite
- 2016 : Monika Gedvilaite
- 2017 : Ioana Miller
- 2018 : Ioana Miller
- 2019 : Ioana Miller
- 2022 : Trisha Kanyamarala
- 2023 : Antonina Góra[12]
- 2024 : Diana Mats[13]

## Vainqueurs des tournois seniors et vétérans
- 1999 : Andrew Thomson[14]
- 2000 : Jack Parker
- 2001 : Andrew Thomson, Maurice Coveney
- 2002 : Pat Loughrey, Maurice Coveney
- 2003 : Maurice Coveney
- 2004 : Pas de donnée
- 2005 : Pat Loughrey
- 2006 : Paul Cassidy, Colm Egan
- 2007 : Paul Cassidy, Jack Killane
- 2008 : Jack Killane, Paul Cassidy
- 2009 : Paul Cassidy
- 2010 : Colm Egan, Art Coldrick, Melvyn King
- 2011 : Jack Killane[15]
- 2012 : Paul Cassidy[16]
- 2013 : Eamon Keogh / Jack Killane[17]
- 2014 : Pat Twomey / John Nicholson
- 2015 : Tim Harding[18]
- 2016 : Eamon Keogh[19]

## Champion d'Irlande des moins de 19 ans
- 1949 : Michael Fagan
- 1951 : Sam Ferris
- 1954 : Richard Grogan
- 1957 : John McMahon
- 1958 : Harry Harte
- 1959 : Art Coldrick (O'Connells / Phibsboro)
- 1965 : Anthony Cafferky
- 1966 : John Moles
- 1967 : John L. Moles
- 1968 : Paul Henry
- 1969 : David Wilson
- 1970 : Bernard Kernan
- 1971 : Bernard Kernan
- 1972 : Rod Nixon et Colm Quigley
- 1973 : Rod Nixon
- 1974 : Paul Delaney
- 1976 : Colm Barry
- 1977 : David Dunne
- 1978 : Keith Allen
- 1979 : Keith Allen, John Delaney et Sean Coffey
- 1980 : Keith Allen et John Kennedy
- 1983 : Eddie Grant (Phibsboro)
- 1984 : Killian Hynes
- 1990 : Richard McMaster (Fisherwick)
- 1997 : Eoin Spring
- 1998 : Adam Kelly (Sam Collins a terminé devant, mais il a été déclaré champion des moins de 16 ans)
- 1999 : Sam Collins (Gonzaga)
- 2000 : John Kennedy
- 2001 : John Kennedy
- 2002 : Stephen Stokes (Alex Lopez a terminé devant mais déclaré champion des moins de 16 ans)
- 2003 : Alex Lopez
- 2004 : Alex Lopez
- 2005 : Matthew Dignam
- 2006 : Karl McPhillips
- 2007 : Jan Mueller
- 2008 : Dara Murphy (Ryan-Rhys Griffiths a terminé devant, mais il a été déclaré champion des moins de 16 ans)
- 2009 : Sam Osborne (Saint Benildus)
- 2010 : Ryan-Rhys Griffiths
- 2013 : Hugh Doyle (Cork)
- 2014 : Ben Cullen (Gonzaga)
- 2015 : Tom O'Gorman (Dun Laoghaire)
- 2016 : Conor O'Donnell (Gonzaga)
- 2017 : Denis Ruchko (Ballinasloe)
- 2018 : Peter Carroll (Gonzaga)
- 2019 : Jacob Flynn (Malahide)